# Arkadiusz Godel
Arkadiusz Godel, né le 4 février 1952 à Lublin, est un escrimeur polonais, pratiquant le fleuret.

## Palmarès

### Jeux olympiques d'été
- 1972 à Munich
  -  Médaille d'or au fleuret par équipes
- 1976 à Montréal
  - participation

### Championnats du monde
- Champion du monde par équipe en 1978 à Hambourg
- Médaille de bronze par équipe en 1973 à Göteborg

### Championnats de Pologne
- en 1973 et 1978:
  - 2  Champion de Pologne